# Ctenosaura similis
Ctenosaura similis là một loài thằn lằn trong họ Iguanidae. Loài này được Gray mô tả khoa học đầu tiên năm 1831.. Nó là loài thằn lằn chạy nhanh nhất thế giới
Đây là loài bản địa Mexico và Trung Mỹ đã được du nhập vào Hoa Kỳ ở bang Florida. Đây là loài lớn nhất trong chi Ctenosaura.

## Hình ảnh

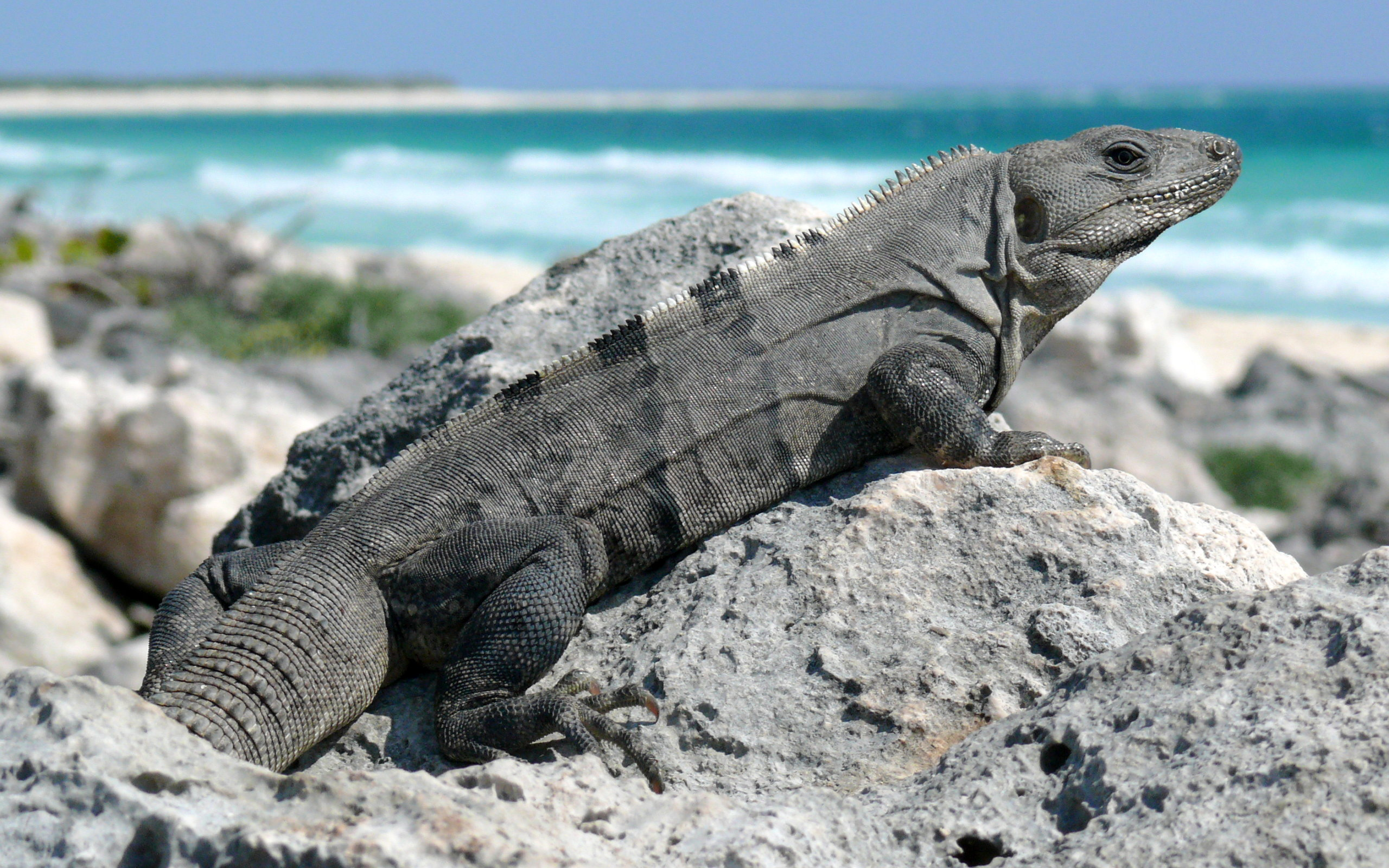
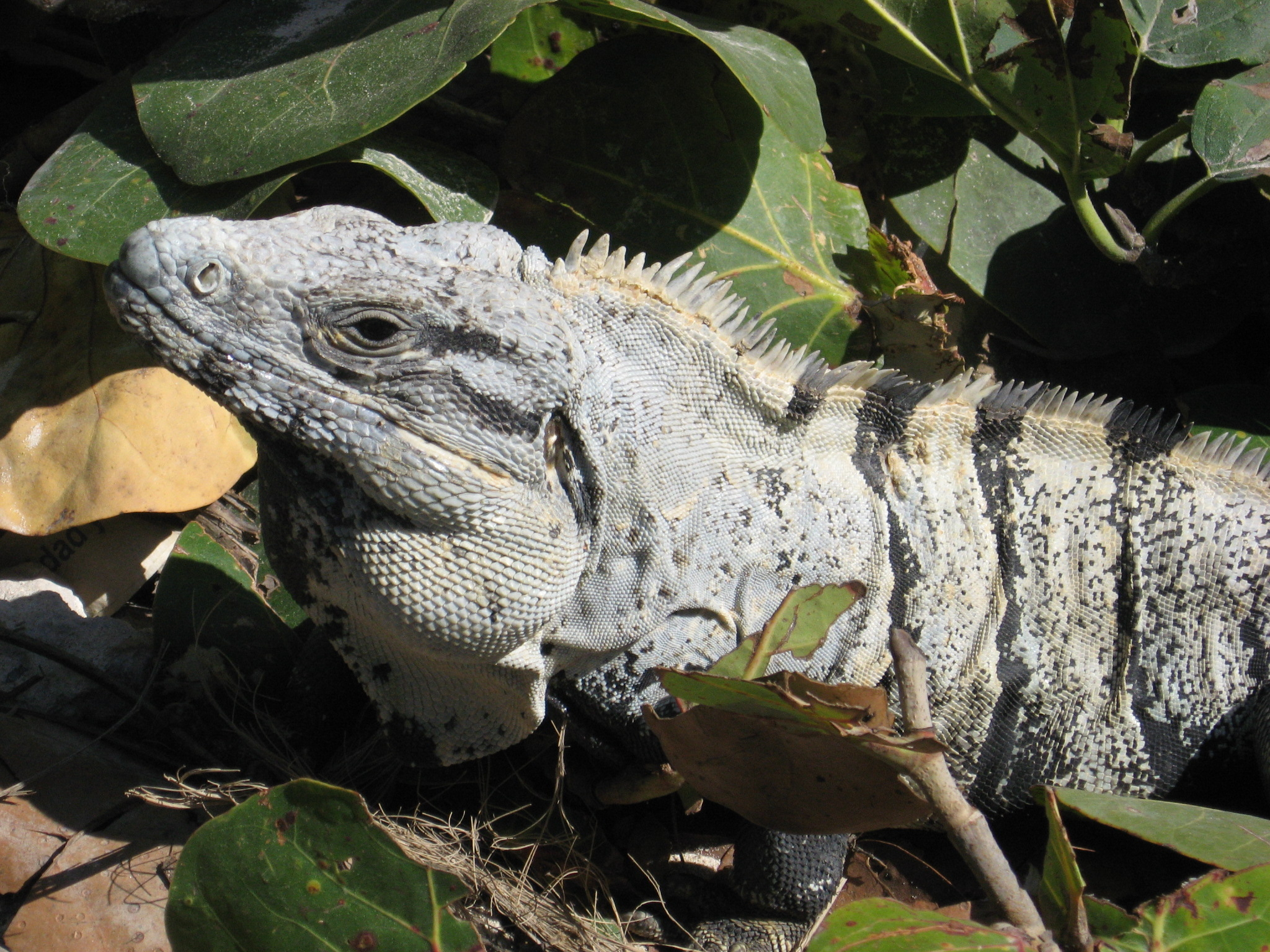
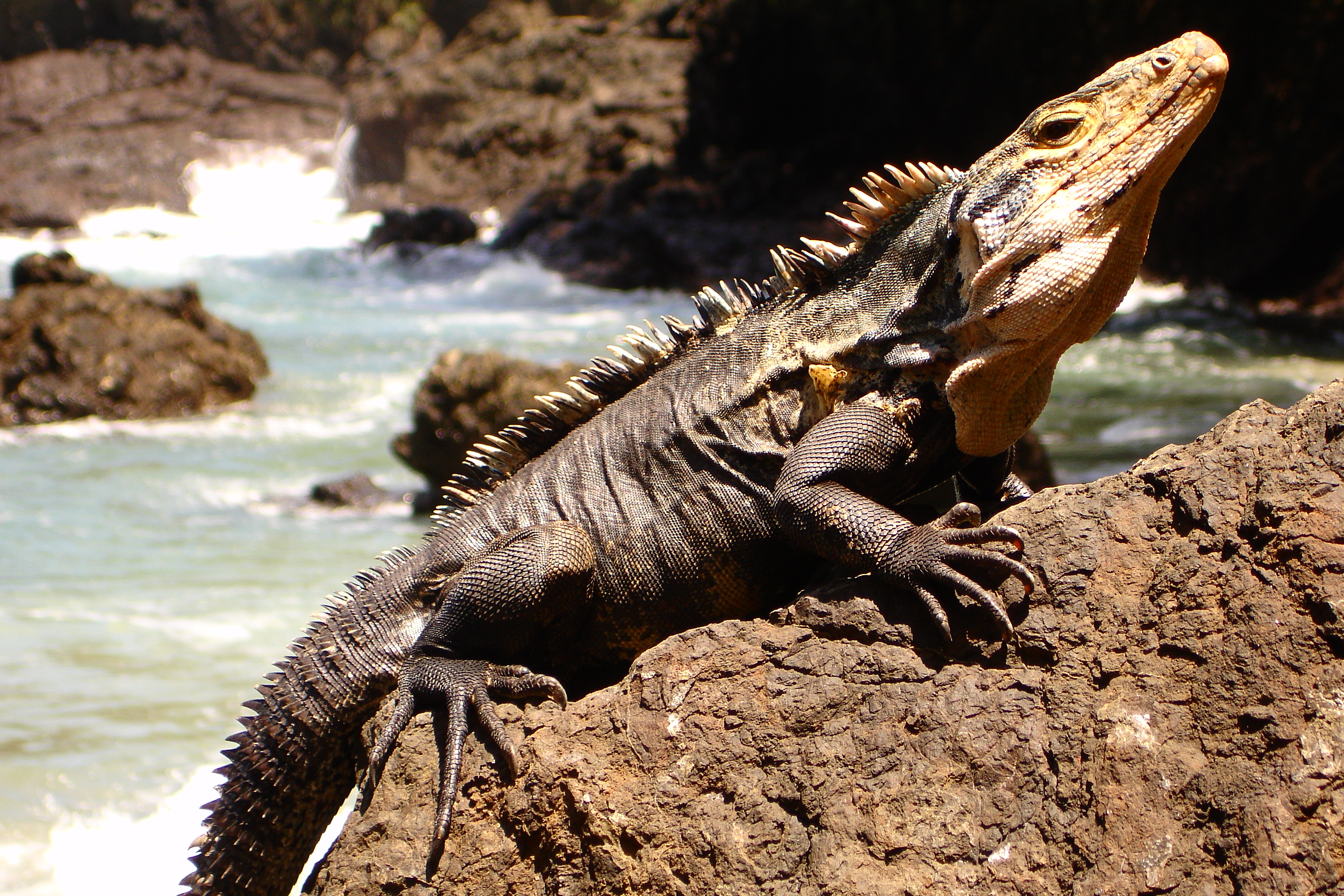
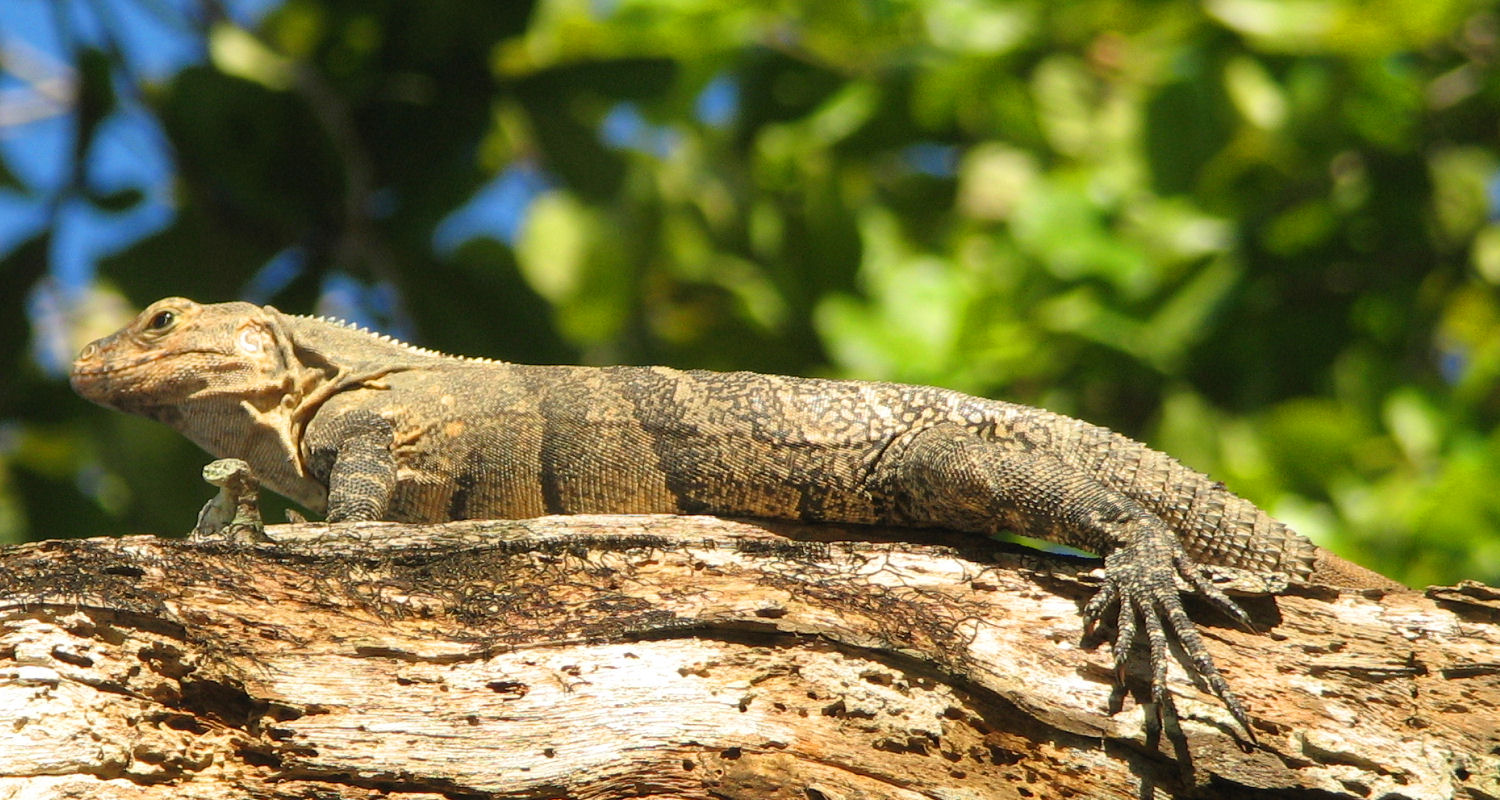
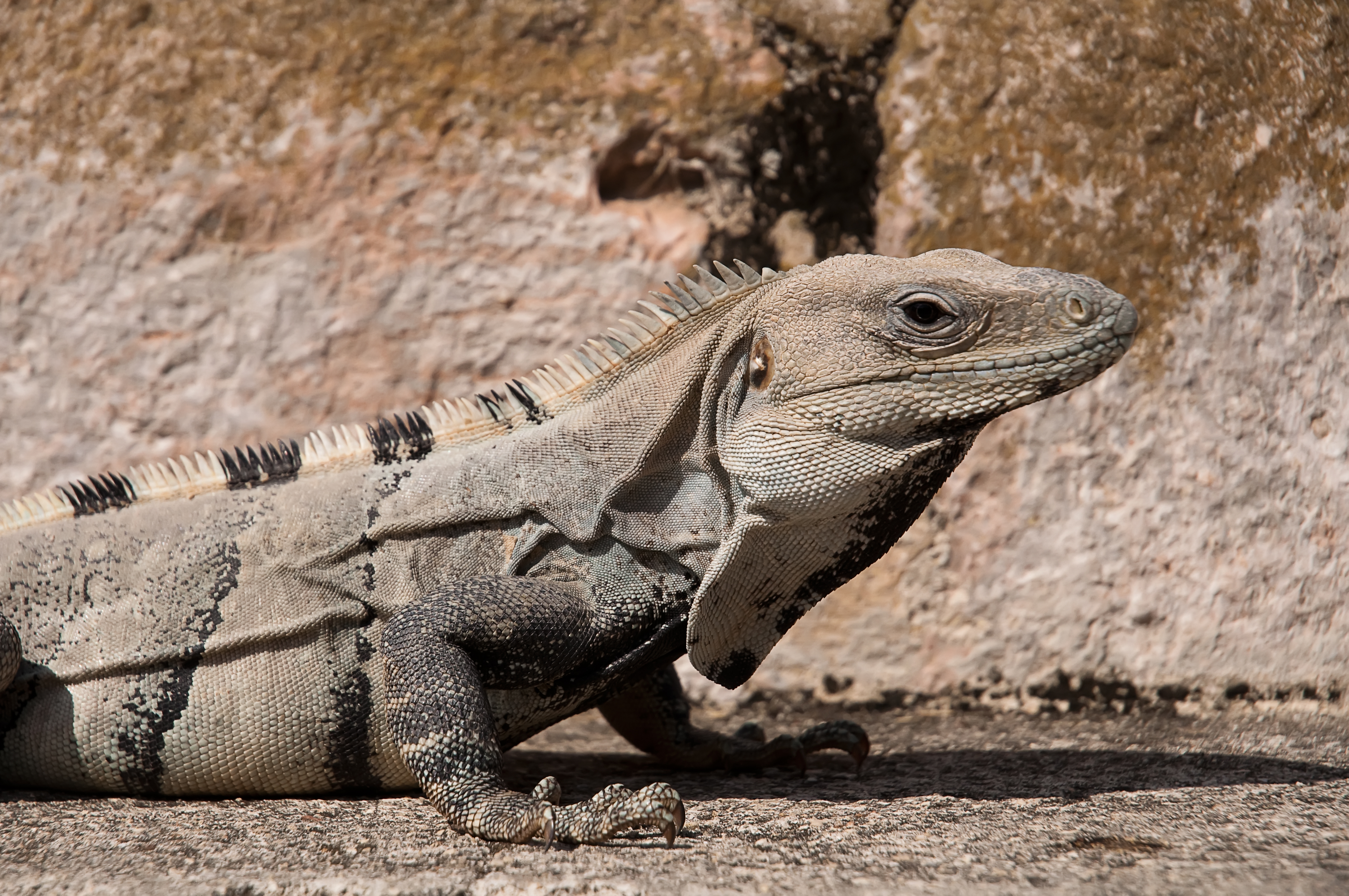
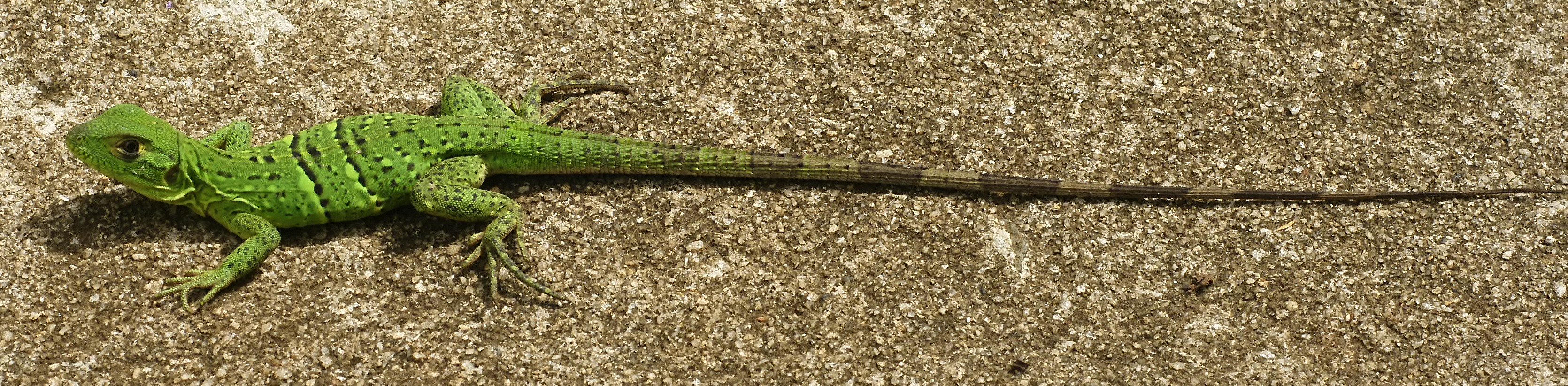